# Fontaines-sur-Grandson
Fontaines-sur-Grandson é uma comuna da Suíça, situada no distrito de Jura-Nord Vaudois, no cantão de Vaud. Tem 7,86 km² de área e sua população em 2018 foi estimada em 218 habitantes.